# White Rabbit (ресторан)

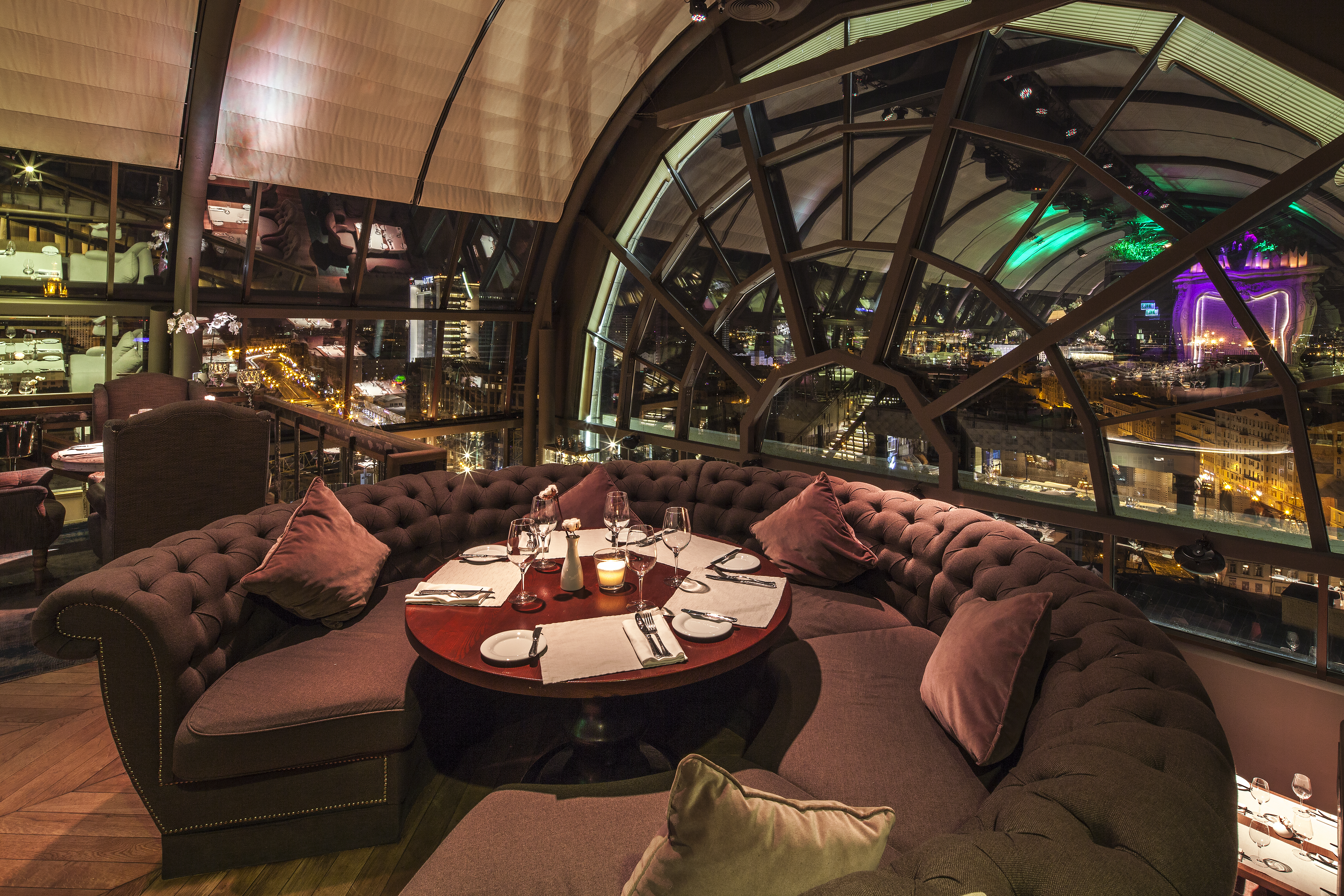
Інтер'єр ресторану ввечері

White Rabbit — ресторан у Москві, який готує страви сучасної російської кухні. 2016 року в міжнародному рейтингу World's 50 Best Restaurants журналу «Restaurant» посів 18-е місце, ставши першим російським рестораном, який потрапив до двадцятки цього рейтингу. Раніше, 2015 року він перемістився вверх на 48 сходинок (із 71 на 23 місце), отримавши нагороду «Найкращий новак» (Highest New Entry Award) 2015. Входить до холдингу «White Rabbit Family». Знаходиться на 16-у поверсі будівлі на Смоленській площі (виходить на Садове кільце) звідки відкривається краєвид на центральну частину Москви.
Шеф-кухар — Володимир Мухін, віце-чемпіон конкурсу S. Pellegrino Cooking Cup (2013).

## Історія
Ресторан White Rabbit був відкритий у 2011 році на 16-му поверсі Смоленського Пасажу. Кухню ресторану очолив відомий шеф-кухар Костянтин Івлєв.
У 2012 році кухню White Rabbit очолив шеф-кухар Володимир Мухін. Під його керівництвом сформувалася гастрономічна концепція ресторану — сучасна російська кухня. У 2013 році на першому поверсі White Rabbit відкрився гастробар, де пройшли перші в Росії гастрономічні спектаклі: «10 снів» та «Аліса в Країні Чудес», приурочений до 150-річчя із дня виходу легендарної книги Льюїса Керролла. У 2016 році при ресторані була відкрита лабораторія WR Lab для творчих експериментів кухарів і розробки нових меню і сетів White Rabbit 